# Alexandre du Puy-Montbrun
 (avril 2018).
Alexandre du Puy-Montbrun, marquis de Saint-André, né en 1600 à Montbrun-les-Bains  et mort le 1er août 1673 au Château de la Nocle, La Nocle-Maulaix, est un chef militaire huguenot, qui fut lieutenant-général des armées du roi de France, officier au service du roi de Suède, gouverneur de Poméranie, gouverneur du Nivernais et capitaine-général des armées de terre de la république de Venise.
Il s'est rendu célèbre par une brillante carrière militaire, qui lui assurait des droits au titre de maréchal de France, que le cardinal de Mazarin lui refusa après l'avoir promis.

## Famille
Alexandre du Puy-Montbrun, fils de Jean-Alleman du Puy, marquis de Montbrun et de Lucrèce de La Tour-Gouvernet, appartenait à la famille du Puy-Montbrun, l'une des plus illustres familles de la noblesse chevaleresque du Dauphiné, éteinte en 1871.
Il est le petit-fils de Charles du Puy-Montbrun, célèbre capitaine huguenot.

## Biographie
À l'âge de sept ans, il est placé avec ses deux aînés, auprès du Dauphin, futur Louis XIII, avec la qualité d'enfant d'honneur,.
À l'âge de quatorze ans, il rejoint en Piémont le maréchal de Lesdiguières qui lui confia une compagnie dans son régiment,.
En 1621, lorsque le duc Henri II de Rohan, chef militaire des Huguenots dans le Languedoc, prit les armes, il le rejoignit pour lui offrir ses services. Comme il commençait à jouir d'une grande réputation de bravoure, le duc le fit partir avec 300 hommes d'infanterie. Alexandre du Puy-Montbrun entra à Montauban sans essuyer de pertes et attaqua et soumit les châteaux voisins.
En 1625, il rejoignit une seconde fois le duc de Rohan qui préparait une nouvelle insurrection et celui-ci lui confia à nouveau le gouvernement de Montauban.
En 1626, devant son renom et sa bravoure, les Nîmois demandèrent sans succès au duc de Rohan de le nommer lieutenant-général de l'armée protestante.
C'est surtout dans la dernière guerre de religion qu'Alexandre du Puy-Montbrun se signala de nombreuses fois par son courage.
En 1628 le duc de Rohan lui donna le grade de maréchal de camp et le commandement d'une levée de 1 500 hommes dans le Languedoc et l'envoya au secours des protestants du Vivarais où il occupa Privas. Louis XIII lui proposa alors 100 000 écus pour libérer la place mais Montbrun refusa en lui disant qu'il était homme d'honneur et il fit jurer aux habitants de se défendre jusqu'à la mort et renforcer les fortifications. Le 29 mai la reddition de la ville met fin au siège, le roi  s'empare de la ville et fit passer Montbrun en conseil de guerre qui le condamna au cachot. Le roi écrivit à sa mère :

« Parce que ce sont les meilleurs hommes qu'ait Monsieur de Rohan et qu'en les faisant pendre tous comme je ferai et Saint-André le premier, c'est couper le bras droit à Monsieur de Rohan. »

Montbrun fut emprisonné mais réussit à s'échapper lors d'une émeute survenue à la suite de l'explosion d'un baril de poudre, avec peut-être la complicité de Richelieu. Il alla offrir son épée à la république de Venise.
En 1630, au service de la république de Venise, il est chargé de secourir Mantoue et s'empare de la place.
En 1631, le roi de Suède le prend à son service et lui donne un régiment de cavalerie et un régiment d'infanterie à la tête desquels il défit près de Weimar un corps d'Impériaux. Il participa à la prise de Francfort, battit les Impériaux près de Tangermunde et fit mille prisonniers. Le roi de Suède le nomma gouverneur de Poméranie.
Il combattit avec une bravoure sans égale à la bataille de Leipzig et fut blessé à la bataille de Nuremberg.
Après la mort du roi Gustave de Suède, il s'attacha au service du duc de Saxe-Weimar.
En 1633 à la tête de 2 000 hommes il arrêta pendant deux jours 8 000 soldats impériaux. Avec 3 000 soldats il tomba au milieu de 10 000 Impériaux mais réussit à se sauver avec une partie de sa troupe. Fait prisonnier par Wallenstein à Steinbrunn, l'empereur lui proposa d'entrer à son service mais il refusa et fut envoyé à la forteresse de Lindau où il fut prisonnier pendant trois ans.
En 1636, échangé contre un frère du général Papenheim, il revint en France. On lui donna une compagnie de chevau-légers et on l'envoya servir sous le duc de Rohan dans la Valteline.
En 1637, Il est dans l'armée de Charles de Schomberg duc d'Halluin contre les Espagnols à la bataille de Leucate. Le cardinal de Richelieu écrit dans ses mémoires

« A la main droite du régiment de Languedoc donna . le sieur de Saint-André, à la tête de son régiment, soutenu par les communes de Nîmes et de Castres, soutenues par la compagnie de gens d'armes du duc d'Halluin commandée par le comte de Bioule »

En 1638, il obtint un régiment, le régiment de Saint-André-Montbrun cavalerie, à la tête duquel il fait la campagne de Piémont. Il est blessé et fait prisonnier au siège de Turin en 1640, et il est emprisonné à Milan jusqu'en 1642.
Il fut élevé pendant sa captivité au grade de maréchal de camp et continua après sa libération à combattre en Italie.
En 1648 ou 1649 il fut nommé gouverneur du Nivernais. Créé ensuite lieutenant-général, il commanda l'armée d'Italie puis fut employé en Provence.
En 1651 il retourna en Italie, empêcha les Espagnols d'y faire des progrès et en 1652 il conduisit l'armée de Piémont au secours de Barcelone et s'opposa à l'armée de Condé.
Devant tant de services, le cardinal Mazarin lui offrit le bâton de maréchal de France à condition qu'il abjure la religion réformée, mais Montbrun refusa et quitta la cour,.
En 1655, il reprit du service et fut employé en Italie. Il fut nommé en 1656 commandant-général du Montferrat, du Piémont et du Dauphiné.
En 1656, il contribua à la prise de Valence,, emporta d'assaut None en 1657 et prit part à toutes les opérations de la campagne.
En 1659, mécontent de la Cour, il se retira après s'être démis du gouvernement du Nivernais en faveur de Mazarin et vécut dans la retraite jusqu'en 1668.
Il fut nommé général de l’infanterie de la république de Venise en 1668 en remplacement du marquis de Ville dit aussi Ghiron Francesco Villa. Accompagné de soixante-huit officiers français il partit exercer un commandement à Candie qu'il tente de défendre, mais il ne réussit pas dans cette entreprise, malgré le renfort apporté par le duc de Navailles. On rapporte qu'il y est blessé à l'épaule droite d'une mousquetade, c'est-à-dire d'une salve de tirs de mousquets, en allant inspecter un poste de défense.
En 1670, il suivit le comte de Saint-Pol dans son expédition en Pologne puis se retira sur sa terre de La Nocle où il mourut en août 1673.
La vie et la carrière militaire d'Alexandre du Puy-Monbrun sont le sujet de l'ouvrage de Joseph Mervesin Histoire du marquis de Saint André Montbrun.